# Gran Premio motociclistico di Stiria 2021
Il Gran Premio motociclistico di Stiria 2021 è stato la decima prova su diciotto del motomondiale 2021, disputato l'8 agosto sul Red Bull Ring. Le vittorie nelle tre classi sono andate rispettivamente a: Jorge Martín in MotoGP, Marco Bezzecchi in Moto2 e a Pedro Acosta in Moto3. Per Martín e per il team Pramac si tratta della prima vittoria in MotoGP.
Valentino Rossi, 9 volte campione del mondo, annuncia nel giovedì prima del weekend di gara la sua intenzione di ritirarsi dalle competizioni a fine anno, dopo 26 stagioni disputate nel motomondiale.

## MotoGP
Dani Pedrosa, a distanza di tre anni dall'ultima apparizione nel Gran Premio della Comunità Valenciana 2018, torna a disputare una gara di MotoGP in qualità di wildcard in sella a una KTM. Cal Crutchlow, collaudatore Yamaha, sostituisce Franco Morbidelli al team Petronas. 
La gara è stata interrotta al secondo giro per un incidente tra Lorenzo Savadori e Dani Pedrosa, ed è successivamente ripresa con le stesse posizioni di partenza e con detrazione di un giro di gara dei 28 inizialmente previsti.

### Arrivati al traguardo
| Pos. | Nº | Pilota            | Squadra                     | Motocicletta       | Giri | Tempo     | Griglia |
| ---- | -- | ----------------- | --------------------------- | ------------------ | ---- | --------- | ------- |
| 1º   | 89 | Jorge Martín      | Pramac Racing               | Ducati Desmosedici | 27   | 38'07.879 | 1º      |
| 2º   | 36 | Joan Mir          | Suzuki Ecstar               | Suzuki GSX-RR      | 27   | +1.548    | 5º      |
| 3º   | 20 | Fabio Quartararo  | Monster Energy Yamaha       | Yamaha YZR-M1      | 27   | +9.632    | 3º      |
| 4º   | 33 | Brad Binder       | Red Bull KTM Factory Racing | KTM RC16           | 27   | +12.771   | 16º     |
| 5º   | 30 | Takaaki Nakagami  | LCR Honda Idemitsu          | Honda RC213V       | 27   | +12.923   | 10º     |
| 6º   | 5  | Johann Zarco      | Pramac Racing               | Ducati Desmosedici | 27   | +13.031   | 6º      |
| 7º   | 42 | Álex Rins         | Suzuki Ecstar               | Suzuki GSX-RR      | 27   | +14.839   | 13º     |
| 8º   | 93 | Marc Márquez      | Repsol Honda                | Honda RC213V       | 27   | +17.953   | 8º      |
| 9º   | 73 | Álex Márquez      | LCR Honda Castrol           | Honda RC213V       | 27   | +19.059   | 11º     |
| 10º  | 26 | Dani Pedrosa      | Red Bull KTM Factory Racing | KTM RC16           | 27   | +19.389   | 14º     |
| 11º  | 63 | Francesco Bagnaia | Ducati Lenovo               | Ducati Desmosedici | 27   | +21.667   | 2º      |
| 12º  | 23 | Enea Bastianini   | Esponsorama Racing          | Ducati Desmosedici | 27   | +25.267   | 20º     |
| 13º  | 46 | Valentino Rossi   | Petronas Yamaha SRT         | Yamaha YZR-M1      | 27   | +26.282   | 17º     |
| 14º  | 10 | Luca Marini       | SKY VR46 Esponsorama        | Ducati Desmosedici | 27   | +27.492   | 18º     |
| 15º  | 27 | Iker Lecuona      | Tech 3 KTM Factory Racing   | KTM RC16           | 27   | +31.076   | 19º     |
| 16º  | 44 | Pol Espargaró     | Repsol Honda                | Honda RC213V       | 27   | +31.150   | 15º     |
| 17º  | 35 | Cal Crutchlow     | Petronas Yamaha SRT         | Yamaha YZR-M1      | 27   | +40.408   | 23º     |
| 18º  | 9  | Danilo Petrucci   | Tech 3 KTM Factory Racing   | KTM RC16           | 27   | +48.114   | 22º     |

### Non classificato
| Nº | Pilota           | Squadra               | Motocicletta  | Giri | Griglia |
| -- | ---------------- | --------------------- | ------------- | ---- | ------- |
| 12 | Maverick Viñales | Monster Energy Yamaha | Yamaha YZR-M1 | 27   | 9º      |

### Ritirati
| Nº | Pilota          | Squadra                     | Motocicletta       | Giri | Griglia |
| -- | --------------- | --------------------------- | ------------------ | ---- | ------- |
| 43 | Jack Miller     | Ducati Lenovo               | Ducati Desmosedici | 18   | 4º      |
| 88 | Miguel Oliveira | Red Bull KTM Factory Racing | KTM RC16           | 14   | 12º     |
| 41 | Aleix Espargaró | Aprilia Racing Team Gresini | Aprilia RS-GP      | 4    | 7º      |

### Non partito
| Nº | Pilota           | Squadra                     | Motocicletta  | Griglia |
| -- | ---------------- | --------------------------- | ------------- | ------- |
| 32 | Lorenzo Savadori | Aprilia Racing Team Gresini | Aprilia RS-GP | 21º     |

## Moto2

### Arrivati al traguardo
| Pos. | Nº | Pilota                | Squadra                  | Motocicletta | Giri | Tempo     | Griglia | Punti |
| ---- | -- | --------------------- | ------------------------ | ------------ | ---- | --------- | ------- | ----- |
| 1º   | 72 | Marco Bezzecchi       | SKY Racing Team VR46     | Kalex        | 25   | 37'29.460 | 3º      | 25    |
| 2º   | 44 | Arón Canet            | Aspar Team               | Boscoscuro   | 25   | +1.171    | 5º      | 20    |
| 3º   | 37 | Augusto Fernández     | Elf Marc VDS Racing      | Kalex        | 25   | +3.260    | 6º      | 16    |
| 4º   | 87 | Remy Gardner          | Red Bull KTM Ajo         | Kalex        | 25   | +3.856    | 2º      | 13    |
| 5º   | 79 | Ai Ogura              | Idemitsu Honda Team Asia | Kalex        | 25   | +6.922    | 2º      | 11    |
| 6º   | 13 | Celestino Vietti      | SKY Racing Team VR46     | Kalex        | 25   | +9.390    | 19º     | 10    |
| 7º   | 25 | Raúl Fernández        | Red Bull KTM Ajo         | Kalex        | 25   | +9.590    | 4º      | 9     |
| 8º   | 35 | Somkiat Chantra       | Idemitsu Honda Team Asia | Kalex        | 25   | +12.217   | 9º      | 8     |
| 9º   | 97 | Xavi Vierge           | Petronas Sprinta Racing  | Kalex        | 25   | +12.747   | 11º     | 7     |
| 10º  | 23 | Marcel Schrötter      | Liqui Moly Intact GP     | Kalex        | 25   | +12.874   | 10º     | 6     |
| 11º  | 96 | Jake Dixon            | Petronas Sprinta Racing  | Kalex        | 25   | +13.532   | 21º     | 5     |
| 12º  | 19 | Lorenzo Dalla Porta   | Italtrans Racing         | Kalex        | 25   | +14.071   | 8º      | 4     |
| 13º  | 21 | Fabio Di Giannantonio | Federal Oil Gresini      | Kalex        | 25   | +14.197   | 12º     | 3     |
| 14º  | 22 | Sam Lowes             | Elf Marc VDS Racing      | Kalex        | 25   | +14.536   | 7º      | 2     |
| 15º  | 75 | Albert Arenas         | Aspar Team               | Boscoscuro   | 25   | +18.616   | 15º     | 1     |
| 16º  | 12 | Thomas Lüthi          | Pertamina Mandalika SAG  | Kalex        | 25   | +19.378   | 13º     |       |
| 17º  | 14 | Tony Arbolino         | Liqui Moly Intact GP     | Kalex        | 25   | +19.660   | 18º     |       |
| 18º  | 62 | Stefano Manzi         | Flexbox HP40             | Kalex        | 25   | +22.467   | 17º     |       |
| 19º  | 42 | Marcos Ramírez        | American Racing          | Kalex        | 25   | +22.762   | 16º     |       |
| 20º  | 9  | Jorge Navarro         | Lightech Speed Up        | Boscoscuro   | 25   | +25.267   | 25º     |       |
| 21º  | 7  | Lorenzo Baldassarri   | MV Agusta Forward Racing | MV Agusta F2 | 25   | +30.121   | 26º     |       |
| 22º  | 11 | Nicolò Bulega         | Federal Oil Gresini      | Kalex        | 25   | +37.544   | 23º     |       |
| 23º  | 64 | Bo Bendsneyder        | Pertamina Mandalika SAG  | Kalex        | 25   | +38.095   | 22º     |       |
| 24º  | 5  | Yari Montella         | Lightech Speed Up        | Boscoscuro   | 25   | +39.007   | 30º     |       |
| 25º  | 24 | Simone Corsi          | MV Agusta Forward Racing | MV Agusta F2 | 23   | +2 giri   | 28º     |       |

### Ritirati
| Nº | Pilota           | Squadra          | Motocicletta | Giri | Griglia |
| -- | ---------------- | ---------------- | ------------ | ---- | ------- |
| 6  | Cameron Beaubier | American Racing  | Kalex        | 19   | 24º     |
| 40 | Héctor Garzó     | Flexbox HP40     | Kalex        | 17   | 14º     |
| 16 | Joe Roberts      | American Racing  | Kalex        | 9    | 20º     |
| 55 | Hafizh Syahrin   | NTS RW Racing GP | NTS          | 9    | 27º     |
| 70 | Barry Baltus     | NTS RW Racing GP | NTS          | 1    | 29º     |

## Moto3
Filip Salač torna a competere nel motomondiale in seno al team PrüstelGP. Xavier Artigas, Niccolò Antonelli e Carlos Tatay, questi ultimi entrambi piloti del team Avintia, non prendono il via della corsa. David Salvador sostituisce Alberto Surra al team Rivacold Snipers.

### Arrivati al traguardo
| Pos. | Nº | Pilota            | Squadra                     | Motocicletta | Giri | Tempo     | Griglia | Punti |
| ---- | -- | ----------------- | --------------------------- | ------------ | ---- | --------- | ------- | ----- |
| 1º   | 37 | Pedro Acosta      | Red Bull KTM Ajo            | KTM          | 23   | 39'45.869 | 4º      | 25    |
| 2º   | 11 | Sergio García     | Santander Consumer GasGas   | Gas Gas      | 23   | +14.431   | 2º      | 20    |
| 3º   | 55 | Romano Fenati     | Sterilgarda Max Racing Team | Husqvarna    | 23   | +15.410   | 3º      | 16    |
| 4º   | 5  | Jaume Masiá       | Red Bull KTM Ajo            | KTM          | 23   | +15.510   | 7º      | 13    |
| 5º   | 71 | Ayumu Sasaki      | Red Bull KTM Tech 3         | KTM          | 23   | +18.847   | 15º     | 11    |
| 6º   | 40 | Darryn Binder     | Petronas Sprinta Racing     | Honda        | 23   | +20.534   | 8º      | 10    |
| 7º   | 6  | Ryusei Yamanaka   | CarXpert PrüstelGP          | KTM          | 23   | +30.080   | 21º     | 9     |
| 8º   | 92 | Yuki Kunii        | Honda Team Asia             | Honda        | 22   | +30.174   | 22º     | 8     |
| 9º   | 73 | Maximilian Kofler | CIP Green Power             | KTM          | 23   | +30.245   | 24º     | 7     |
| 10º  | 31 | Adrián Fernández  | Sterilgarda Max Racing Team | Husqvarna    | 23   | +36.355   | 27º     | 6     |
| 11º  | 12 | Filip Salač       | CarXpert PrüstelGP          | KTM          | 23   | +36.437   | 18º     | 5     |
| 12º  | 27 | Kaito Toba        | CIP Green Power             | KTM          | 23   | +36.659   | 23º     | 4     |
| 13º  | 17 | John McPhee       | Petronas Sprinta Racing     | Honda        | 23   | +36.665   | 12º     | 3     |
| 14º  | 28 | Izan Guevara      | Santander Consumer GasGas   | Gas Gas      | 23   | +37.514   | 5º      | 2     |
| 15º  | 24 | Tatsuki Suzuki    | SIC58 Squadra Corse         | Honda        | 22   | +37.918   | 14º     | 1     |
| 16º  | 20 | Lorenzo Fellon    | SIC58 Squadra Corse         | Honda        | 23   | +47.645   | 23º     |       |
| 17º  | 13 | Andrea Migno      | Rivacold Snipers            | Honda        | 23   | +52.877   | 16º     |       |
| 18º  | 52 | Jeremy Alcoba     | Indonesian Racing Gresini   | Honda        | 23   | +53.006   | 9º      |       |
| 19º  | 82 | Stefano Nepa      | BOE Owlride                 | KTM          | 22   | +55.944   | 17º     |       |
| 20º  | 2  | Gabriel Rodrigo   | Indonesian Racing Gresini   | Honda        | 23   | +1'06.540 | 10º     |       |
| 21º  | 53 | Deniz Öncü        | Red Bull KTM Tech 3         | KTM          | 23   | +1'12.291 | 1º      |       |
| 22º  | 7  | Dennis Foggia     | Leopard Racing              | Honda        | 23   | +1'22.638 | 6º      |       |
| 23º  | 54 | Riccardo Rossi    | BOE Owlride                 | KTM          | 23   | +1'31.488 | 13º     |       |

### Ritirati
| Nº | Pilota             | Squadra          | Motocicletta | Giri | Griglia |
| -- | ------------------ | ---------------- | ------------ | ---- | ------- |
| 38 | David Salvador     | Rivacold Snipers | Honda        | 14   | 26º     |
| 19 | Andi Farid Izdihar | Honda Team Asia  | Honda        | 12   | 28º     |

### Non partiti
| Nº | Pilota            | Squadra             | Motocicletta | Griglia |
| -- | ----------------- | ------------------- | ------------ | ------- |
| 23 | Niccolò Antonelli | Avintia Esponsorama | KTM          | 11º     |
| 99 | Carlos Tatay      | Avintia Esponsorama | KTM          | 20º     |
| 43 | Xavier Artigas    | Leopard Racing      | Honda        | 19º     |